# ハイドロフォニア
『ハイドロフォニア』（Hydrophonia）は、スウェーデンのプログレッシブ・ロック・ミュージシャン、ロイネ・ストルトが1998年に発表したスタジオ・アルバム。

## 解説
全曲ともインストゥルメンタルで、ストルト率いるザ・フラワー・キングスのドラマーであるハイメ・サラザールと、同バンドの関連人脈のサクソフォーン奏者、ウルフ・ヴァランデルと共に録音された。ストルト自身は、本作におけるマリンバや集団的な即興演奏の導入に関して、フランク・ザッパからの影響と説明している。
François Coutureはオールミュージックにおいて5点満点中4.5点を付け、ザッパおよびキング・クリムゾンからの影響を指摘した上で、全体像に関して「ザ・フラワー・キングスのアルバムでは見られなかった、簡素な美しさに到達している。このグループのアルバムほど仰々しくなく、全編でメロディが強調されている」と評している。また、『CDジャーナル』のミニ・レビューでは「生と電気ギターを巧みに使いこなした幻想的かつ清楚な音の空間は、ごく自然に耳に馴染む」と評されている。

## 収録曲
全曲ともロイネ・ストルト作。
1. "Cosmic Lodge" - 7:13
2. "Shipbuilding" - 5:51
3. "Little Cottage by the Sea" - 4:55
4. "Wreck of HMS Nemesis" - 11:55
5. "Bizarre Seahorse Sex Attack" - 6:00
6. "Oceanna Baby Dolphin" - 3:26
7. "Nuclear Nemo" - 6:27
8. "Hydrophonia" - 6:11
9. "Lobsterland Groove" - 6:19
10. "Seafood Kitchen Thing" - 9:25

## 参加ミュージシャン
- ロイネ・ストルト - ギター、ベース、キーボード、パーカッション
- ハイメ・サラザール - ドラムス、パーカッション
- ウルフ・ヴァランデル - ソプラノ・サクソフォーン